# Кельцюра
Кельцюра (алб. Këlcyrë) — місто та муніципалітет в Албанії, в області Гірокастра. Муніципалітет творений під час реформи місцевого самоврядування 2015 року шляхом злиття колишніх муніципалітетів Баллабан, Дішніце, Кельцюра та Суке, які стали муніципальними одиницями. Центром муніципалітету є місто Кельцюра. Населення муніципалітету — 6 113 (2011).

## Назва
Візантійський лексикон Суда пише, що римляни називали форти на перевалах Kleisoúrai (середньовічна грецька: Κλεισοῦραι), що є середньовічним грецьким перекладом латинського слова clausura у множині; останній записаний вперше в наказі імператора Феодосія II у 443 році, тоді як перший у Стратегіконах Маврикія та роботах Прокопія (початок 6 ст.) і Феофілакта Сімокатти (початок 7 ст.). До кінця 7-го століття цей термін став застосовуватися до більших прикордонних районів Візантії. Попри цю конкретну еволюцію, гірські перевали продовжували називати kleisoúrai (середньовічна грецька: κλεισοῦραι), але іноді це слово також використовувалося для опису «рукотворного укріпленого перевалу».
Слово kleisoúra (середньовічна грецька: κλεισοῦρα) з часом було запозичено всіма балканськими народами, ставши основою кількох топонімів. Наприклад, Клисура (провінція Пловдив), Клисура (провінція Благоєвград) і Клисурський монастир у Болгарії, Клисура (муніципалітет Демір-Капія) у Північній Македонії, Клейсура (Касторія) у Греції тощо. Назва Këlcyrë походить від того самого кореня ; записано як Клаусура в 1327 році та Клісура в османському податковому реєстрі 1432 року. Гірський перевал, що знаходиться неподалік, досі називається Клісура.

## Історія
Під час Другої македонської війни проти римлян війська Філіппа V і Афінагора Македонського намагалися затримати римського консула Тита Квінктія Фламініна. Македонці забезпечили прохід, а потім заблокували просування римлян у 198 році до нашої ери. Кажуть, що пастух провів римські війська через гори, щоб вони могли напасти на македонян у вузькій ущелині з двох сторін і знищити їх. Македонці вперше зазнали рішучої поразки. Пізніше римляни скористалися маршрутом через ущелину сучасної Кельцюри та побудували невелике поселення.
Щоб контролювати цей прохід, у 13 столітті був побудований замок. Коли місто було включено до Албанського королівства наприкінці 13 століття, ним правил сімейство Музака. Листування Римської курії з албанською знаттю свідчить, що в 1319 році нею правив граф Ментул Музака. Після захоплення міста візантійською армією албанське населення повстало проти візантійського панування в 1335 році та захопило фортецю міста. У 1432 році місто було захоплене албанськими повстанцями, які перемогли та вигнали османів з цього регіону.
У 19 столітті Кельцюра пережила своє розквіт як ключовий торговий центр між Бератом, Корчею та Гірокастрою.
Взяття Клісурського перевалу (6-11 січня 1941) було однією з найважливіших перемог грецької армії під час італо-грецької війни.

## Визначні місця
Замок Кельцюра є туристичною визначною пам'яткою неподалік від міста. Навколо міста є кілька старовинних православних церков.